# تيكن 4
تيكن 4 (بالإنجليزية: Tekken 4)‏ (باليابانية: 鉄拳4) ، هي الدفعة الخامسة في سلسلة لألعاب الفيديو القتالية تيكن أصدرتها شركة نامكو في عام 2001 وعلى بلاي ستيشن 2 في عام 2002. وتلتها لعبة تيكن 5.

## وصلات خارجية
- تيكن 4 على موقع IMDb (الإنجليزية)

- الموقع الرسمي
- Official website نسخة محفوظة 23 أبريل 2009 على موقع واي باك مشين. (باليابانية)
- Official website[وصلة مكسورة] (باليابانية)